# Legion (serie televisiva)
Legion è una serie televisiva statunitense trasmessa dall'emittente via cavo FX dall'8 febbraio 2017.
Ideata e prodotta da Noah Hawley, la serie rappresenta un approccio innovativo al genere supereroi molto ben accolto dalla critica. Ispirata all'omonimo personaggio dei fumetti Marvel Comics, è ambientata in una linea temporale alternativa della serie di film X-Men ed è la prima serie prodotta dalla Marvel Television non facente parte del Marvel Cinematic Universe.

## Trama
David Haller è un uomo trentenne tormentato dai suoi disturbi psichici che gli rendono difficile restare ancorato alla realtà. Diagnosticatagli una schizofrenia durante l'adolescenza, ha trascorso gran parte della sua vita in cura psichiatrica. Dopo aver tentato il suicidio, viene forzato a un lungo ricovero al Clockworks Psychiatric Hospital, istituto in cui ritrova entusiasmo dopo l'incontro con Sydney Barrett, un'altra paziente, che diventa presto la sua "fidanzata", pur non entrando mai in contatto fisico a causa delle fobie di lei. Tuttavia quando Sydney viene dimessa David prova a baciarla, azzardo che porta a tragiche conseguenze. Infatti il contatto fa temporaneamente scambiare loro i corpi e Sydney, non controllando le abilità di David, involontariamente uccide con poteri telecinetici Lenny, un'altra paziente a cui lui era legato. Mentre David, nel corpo di Sydney, si ritrova fuori dall'ospedale, lei finisce al centro delle attenzioni di un'oscura organizzazione governativa che la detiene in una struttura segreta. Quando ritornano nei rispettivi corpi è quindi David a ritrovarsi detenuto, iniziando a rendersi conto di come le voci e le visioni che lo hanno da sempre perseguitato potrebbero non essere frutto solo di disturbi mentali, ma di veri e propri poteri soprannaturali. A soccorrerlo giunge, prima telepaticamente e poi anche fisicamente, l'amata Sydney che riesce a liberarlo grazie all'aiuto di altri individui dotati di poteri sovrumani. Si tratta di mutanti che lavorano per un'organizzazione guidata da Melanie Bird, il cui scopo è offrire supporto e rifugio a persone dotate di eccezionali abilità come David, persone che l'agenzia governativa vede invece solo come minacce da "contenere" e all'evenienza uccidere. Sia Sydney sia David si uniscono alla causa di Melanie Bird.

## Episodi
| Stagione         | Episodi | Prima TV USA | Prima TV Italia |
| ---------------- | ------- | ------------ | --------------- |
| Prima stagione   | 8       | 2017         | 2017            |
| Seconda stagione | 11      | 2018         | 2018            |
| Terza stagione   | 8       | 2019         | 2019            |

## Personaggi e interpreti

### Personaggi principali
- David Haller (Stagione 1-3), interpretato da Dan Stevens, doppiato da Francesco Pezzulli.
Figlio di Charles Xavier, è un uomo tormentato, afflitto da disturbi psichici che lo hanno costretto a passare molti anni della sua vita in istituti psichiatrici. Da adulto, dopo l'incontro con "la ragazza dei suoi sogni" in un ospedale nel quale era ricoverato e alcuni tragici eventi violenti che ne conseguono, scopre di essere un mutante dotato di potenti poteri telepatici e telecinetici.
- Sydney "Syd" Barrett (Stagione 1-3), interpretata da Rachel Keller, doppiata da Francesca Manicone.
Una ragazza brillante con fobie da contatto. Incontra David per la prima volta in un ospedale in cui sono entrambi pazienti e presto si innamorano. Tuttavia non possono toccarsi: il contatto fisico provoca infatti uno scambio di corpo tra i due, con ognuno che temporaneamente si ritrova in quello dell'altro.
- Lenny Busker (Stagione 1-3), interpretata da Aubrey Plaza, doppiata da Domitilla D'Amico.
Un'amica di David con problemi di alcol e droga, anche lei paziente dello stesso ospedale in cui lui era ricoverato. Rimane tragicamente uccisa nel primo episodio, vittima dei poteri di Haller (involontariamente scatenati da Sydney), ma continua a vivere nella sua mente.
- Cary Loudermilk (Stagione 1-3), interpretato da Bill Irwin, doppiato da Franco Mannella.
Un brillante scienziato che lavora con Melanie Bird, condivide un rapporto simbiontico con Kerry.
- Ptonomy Wallace (Stagione 1-3), interpretato da Jeremie Harris, doppiato da Luca Mannocci.
Un mutante che ricorda tutto e ha il potere di far rivivere le memorie altrui e proiettare se stesso ed altri al loro interno; anche lui lavora con Bird.
- Kerry Loudermilk (Stagione 1-3), interpretata da Amber Midthunder, doppiata da Joy Saltarelli.
Una donna savant che fa parte dell'organizzazione di Melanie Bird. Condivide un rapporto simbiontico con Cary e proprio per questo, a dispetto delle apparenze, ha la stessa età dello scienziato (dato che non invecchia se si trova nel corpo nell'altro). Possiede delle ottime doti come artista marziale.
- Amy Haller (Stagione 1-2), interpretata da Katie Aselton, doppiata da Alessandra Korompay.
Sorella maggiore di David, la quale, cercando di rimanere sempre ottimista nonostante i problemi che affliggono il fratello, non gli ha mai fatto mancare il suo supporto.
- Melanie Bird (Stagione 1-2 guest star stagione 3), interpretata da Jean Smart, doppiata da Aurora Cancian.
Terapista dai metodi poco convenzionali alla guida di un'associazione che mira ad aiutare mutanti come David.
- Amahl Farouk / Shadow King, (Stagione 1-3) interpretato da Navid Negahban, doppiato da Edoardo Siravo.
Una presenza malevola nella mente di David che assume diverse forme.
- Oliver Bird (Stagione 1-2 guest star stagione 3), interpretato da Jemaine Clement, doppiato da Enrico Di Troia.
il marito di Melanie. Ha trascorso gli ultimi 20 anni nel piano astrale.
- Clark Debussy (Stagione 1-3), interpretato da Hamish Linklater, doppiato da Antonio Sanna.
un "Interrogatore" della divisione 3.
- Switch (Stagione 3), interpretata da Lauren Tsai, doppiata da Veronica Puccio.

## Produzione

### Concezione

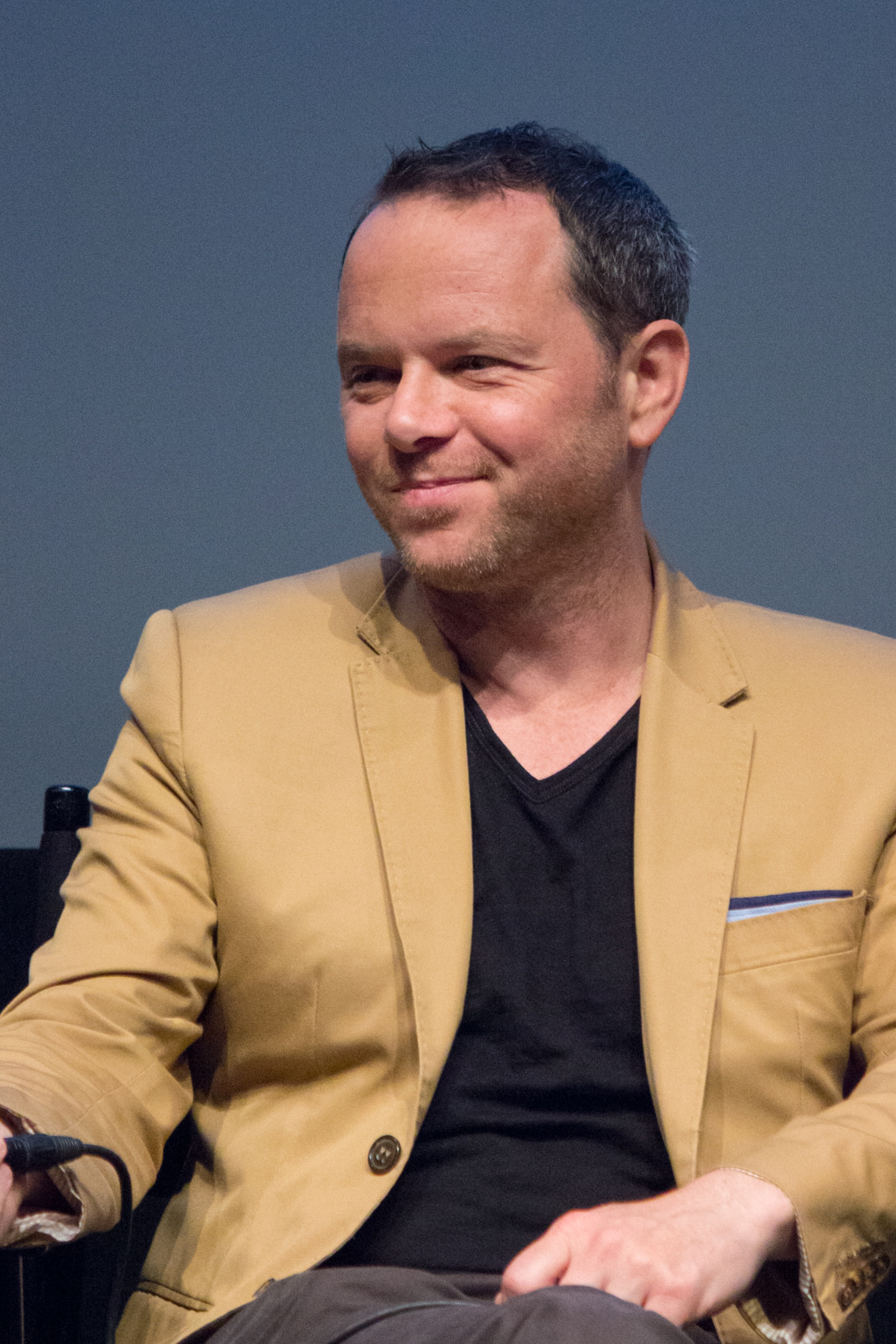
Noah Hawley, ideatore della serie

La trama vede protagonista David Heller, lo stesso personaggio introdotto nel 1985 nella serie a fumetti della Marvel Comics con protagonisti gli X-Men. Tuttavia si tratta di un libero adattamento slegato sia narrativamente sia stilisticamente tanto dai fumetti quanto dalla relativa serie cinematografica, con cui non condivide neanche l'ambientazione, svolgendosi in un universo parallelo. Noah Hawley spiegò di essersi approcciato al genere supereroi con le stesse intenzioni che avevano contraddistinto i suoi precedenti lavori, ovvero cercando di dar vita a qualcosa di nuovo e inaspettato per gli spettatori; quindi per Hawley questo genere rappresentò uno strumento per raggiungere questo obiettivo, secondo vari critici pienamente raggiunto con una sceneggiatura e uno stile registico che danno vita a qualcosa di «rivoluzionario»: una serie televisiva che reinventa il genere dimenticando molti dei tratti comuni alle opere a tema supereroi divenute molto popolari nella produzione cinematografica e televisiva contemporanea, opere quasi sempre rivolte alle masse con trame e personaggi semplici e spesso superficiali e scene generalmente poco impegnative per facilitarne la comprensione. Invece Legion, non dovendosi preoccupare di inseguire un ampio pubblico essendo prodotta per un canale semi-tematico via cavo, si presenta con una trama non lineare e con molte scene che richiedono pazienza per assumere pienamente significato e un'attenta cura allo stile narrativo e visivo.
Hawley, dopo il successo di Fargo, affermò di aver voluto lavorare a una serie che offrisse una narrazione marcatamente più «soggettiva»; il personaggio di David Heller, soprannominato "Legion", rappresentò per lui un veicolo ideale, affascinato dalle potenzialità nella rappresentazione del suo peculiare stato mentale. Legion, uno dei protagonisti meno popolari della serie a fumetti, è una sorta di antieroe caratterizzato dai suoi disturbi psichici, in particolare dissociativi; il nome "Legion" era stato scelto sia per evocare quello di un supereroe sia come riferimento alle molteplici sfaccettature della sua personalità. Nella serie lo stato mentale del protagonista e l'abilità di ospitare personaggi diversi nella sua mente sono uno dei pochi elementi riconoscibili direttamente tratti dal materiale originale.
L'idea di trasportare la saga degli X-Men in televisione iniziò a concretizzarsi nel 2015 quando Lauren Shuler Donner, produttrice che già si era occupata della trasposizione cinematografica del franchise insieme a Simon Kinberg,si mise in contatto con i dirigenti dell'emittente FX e Noah Hawley perché era alla ricerca di un modo per rinnovare la saga. Ben presto lo showrunner di Fargo fece proprio il progetto: dopo aver ascoltato le prime idee di Donner e Kinberg propose loro di incentrare la storia su uno specifico personaggio, promettendo di procedere alla «decostruzione di un cattivo» dopo aver ottenuto il loro assenso. Secondo la Donner la prima versione della sceneggiatura dei primi episodi era più lineare e meno frammentata e poi Hawley decise di spingersi oltre facendola risultare più impressionistica in una direzione che richiama Se mi lasci ti cancello (Eternal Sunshine of the Spotless Mind, 2004) e le opere di Terrence Malick.
Presentando la serie, Noah Hawley affermò di apprezzare il protagonista più di altri supereroi convenzionali per il conflitto interiore che si porta dietro, una battaglia per lui più affascinante di un classico scontro con un'entità malvagia. Affermando di essersi ispirato ai lavori di David Lynch, spiegò come secondo lui la struttura di una storia dovrebbe riflettere il suo contenuto; nel caso di Legion si prefisse quindi l'obiettivo di far immedesimare il più possibile lo spettatore nel protagonista, facendogli condividere la sua confusione mentale che dà spunto a «storie all'interno di altre storie» un po' alla Alice nel Paese delle Meraviglie. Spiegò: «Il mio obiettivo è fare qualcosa di estroso, creativo e inaspettato. Non solo perché voglio fare qualcosa di diverso, ma perché mi sembra il modo migliore di narrare questa storia». Cercando di evitare di spettacolarizzare la malattia, preferì allontanarsi volutamente dei fumetti ed evitare così di narrare una storia già raccontata preferendo, così come aveva fatto per Fargo, di raccontare nuove storie in modi nuovi, anche se dal simile impatto. In riferimento alla crescente popolarità dei "narratori non affidabili" precisò anche di voler evitare che la serie risulti come un puzzle da decifrare, avendo intenzione di rendere la trama più chiara con il passare degli episodi.
FX ordinò ufficialmente la produzione di un episodio pilota il 14 ottobre 2015, confermando poi la produzione di un'intera prima stagione di otto episodi il 31 maggio 2016; Hawley, autore e regista del primo episodio, figura anche come ideatore, showrunner e produttore esecutivo insieme a Lauren Shuler Donner, Simon Kinberg e Bryan Singer (già produttori della saga cinematografica degli X-Men), Jeph Loeb e Jim Chory (produttori della Marvel Television), John Cameron (collaboratore di Hawley per Fargo), Steve Blackman, Alan Fine, Stan Lee, Joe Quesada e Karim Zreik. Il presidente di FX John Landgraf spiegò che otto era stato il numero di episodi ritenuto più congeniale da Hawley, al quale fu concessa ampia libertà nel pianificare la produzione, per sviluppare l'arco narrativo della prima stagione. Sia Landgraf sia Hawley lasciarono aperta la possibilità di produrre nuove stagioni in caso di successo della prima, comunque ideata con un finale risolutivo per i risvolti principali della storia narrata.

### Casting
Nel gennaio del 2016 Rachel Keller, dopo l'esperienza nella seconda stagione di Fargo, fu ingaggiata per la parte della protagonista femminile Sydney Barrett, il cui nome è un omaggio a Syd Barrett dei Pink Floyd e la cui musica è servita d'ispirazione per la colonna sonora. Il mese seguente si unirono al cast Dan Stevens per il ruolo del protagonista David Haller, Aubrey Plaza per la parte di Lenny Busker, Jean Smart, anch'essa già protagonista della seconda stagione di Fargo, per la parte di Melanie Bird, Jeremie Harris per quella di Ptonomy Wallace e Amber Midthunder per il ruolo di Kerry Loudermilk. A marzo Katie Aselton fu ingaggiata per la parte di Amy, la sorella maggiore di Haller, mentre a maggio il cast principale si completò con l'aggiunta di Bill Irwin, interprete di Cary Loudermilk.
Per prepararsi al ruolo del protagonista Stevens affermò di aver condotto approfondite ricerche sulla malattia mentale a cui si fa riferimento nella serie, parlandone sia con dottori sia con pazienti. Per guidare il suo stato emotivo sui set Hawley preparò una playlist con 160 brani, mentre per farlo immedesimare nello stato confusionale del suo personaggio evitò di spiegargli in che direzione sarebbe andata la trama e dispose che il resto del cast gli fornisse indicazioni imprecise al riguardo. Il personaggio di Lenny Busker inizialmente era stato concepito come un uomo di mezza età, ma Hawley pensò che Aubrey Plaza fosse comunque l'interprete più ideale; l'attrice disse di essersi ispirata a David Bowie per interpretare un personaggio "unisex", chiedendo che i dialoghi originariamente pensati per un uomo non fossero cambiati.
Nel cast ricorrente della prima stagione figurano anche Jemaine Clement nei panni di Oliver Bird, David Selby e Ellie Ariaza. Tra le guest star anche Hamish Linklater, che interroga David nel pilot fino a diventare personaggio ricorrente nella seconda stagione, e David Ferry, lo psichiatra di David al Clockworks Psychiatric Hospital.
Per la seconda stagione Saïd Taghmaoui venne ingaggiato per impersonare l'antagonista Amahl Farouk. in seguito fu annunciata la sua uscita dal cast e venne sostituito da Navid Neghaban

### Scenografia
Lo scenografo Michael Wylie spiegò come Hawley diede precise indicazioni per creare ambientazioni che risultassero coinvolgenti per lo spettatore ma che allo stesso tempo trasmettessero un senso di confusione e meraviglia. Per creare un effetto «favolistico» i primi episodi evitano ad esempio di dare allo spettatore riferimenti temporali o geografici; alcune scene presentano elementi dai costumi agli arredamenti più retrò, in netto contrasto con altre dall'ambientazione più chiaramente moderna, mentre altre ancora mischiano insieme elementi di epoche diverse. Inoltre diverse scene sono ideate per creare un senso di ambiguità, non facendo chiaramente distinguere, adottando così lo stesso punto di vista del personaggio protagonista, cos'è reale da cos'è invece frutto della sua instabilità mentale. La ricerca dell'incertezza si denota nell'opera con una forte influenza stilistica di Stanley Kubrick.
Hawley spiegò anche di aver voluto rappresentare scenari che richiamassero i film inglesi degli anni '60, come quelli di Terence Stamp, dando però alla serie un proprio stile visivo, un'ambientazione parzialmente fuori dal tempo e dallo spazio: non la rappresentazione del mondo reale, ma del mondo visto dagli occhi del protagonista, costituito da un insieme di nostalgia e memorie frammentate.
Alla produzione furono messi a disposizione vari oggetti di scena usati nei film degli X-Men.

### Musiche
Nell'ottobre del 2016 la colonna sonora fu affidata a Jeff Russo; Hawley chiese di ricercare uno stile sulla falsariga dell'album dei Pink Floyd The Dark Side of the Moon, che secondo lui si presterebbe bene come sottofondo musicale per uno stato mentale come quello del protagonista della serie. Uno dei principali temi affrontati dall'album del 1973 è proprio l'infermità mentale, traendo ispirazione dalla lunga depressione e dal crollo psichico sofferto dal loro componente Syd Barrett a cui si rifà anche il nome della co-protagonista femminile interpretata da Rachel Keller. Oltre ai Pink Floyd ha influenzato la concezione stilistica di Legion anche il gruppo The Who: infatti Hawley ebbe occasione di descrivere l'universo della serie come un incrocio tra le atmosfere di Arancia meccanica e di Quadrophenia, album che racconta la storia di un ragazzo disilluso dalla vita e affetto da disturbi della personalità; inoltre il loro brano Happy Jack è usato per introdurre il protagonista all'inizio della serie.
Russo si preparò a comporre la colonna sonora anche leggendo il libro Allucinazioni del neurologo Oliver Sacks, suggeritogli da Hawley. Durante la pre-produzione ideò diversi temi musicali per Haller, riadattando poi quanto aveva composto dopo la produzione degli episodi per accompagnare le varie condizioni del protagonista. Per il compositore, secondo cui lo scopo principale delle musiche è mettere in luce l'umanità dei personaggi, la storia d'amore tra Haller e Barrett rappresenta il vero cuore della storia. Per introdurre Sydney e la nascita della sua relazione con David nel primo episodio è usato uno dei brani più riconoscibili della colonna sonora: She's a Rainbow dei Rolling Stones.
Le composizioni di Russo vennero realizzate anche con vecchi sintetizzatori, dello stesso tipo di quello usato dai Pink Floyd per Dark Side of the Moon. La pubblicazione di un album contenente le musiche originali della prima stagione, composto da 20 brani, è programmata per il 24 febbraio 2017 online in formato digitale, venendo poi distribuita anche su CD e vinile.

### Riprese e fotografia
Le riprese della prima stagione si svolsero nei pressi di Vancouver; quelle del pilot iniziarono a marzo 2016, mentre quelle del resto degli episodi nel seguente mese di agosto. Alcuni set vennero costruiti negli ex magazzini di un supermercato a Burnaby, mentre delle riprese esterne si svolsero all'University of British Columbia. Per la seconda stagione la produzione si sposta in California per sfruttare delle agevolazioni fiscali.
Dana Gonzales e Craig Wrobleski, che già avevano lavorato con Hawley per Fargo, curarono la fotografia; la prima ebbe occasione di menzionare Stanley Kubrick, Terrence Malick e Paolo Sorrentino tra le influenze per il modellamento dello stile visivo della serie, avendo occasione di usare le stesse cineprese Kinoptik con lenti da 9,8 millimetri con cui Kubrick aveva girato Arancia meccanica. La serie si caratterizza anche per l'uso di rapporti d'aspetto diversi a seconda del particolare stato mentale di Haller rappresentato. Hawley spiegò di prediligere l'uso di tecniche di ripresa meno convenzionali e uno sfruttamento degli effetti visivi ridotto al minimo; per dare un senso di maggiore realismo. Ad esempio diverse scene in cui il protagonista manifesta i suoi poteri telecinetici vennero girate lanciando meccanicamente gli oggetti di scena. In particolare per la scena del primo episodio in cui David si ritrova investito da svariati utensili in una cucina, vennero usati contemporaneamente decine di cannoni ad aria per scagliare gli oggetti sul set in assenza dell'attore, filmandoli con una telecamera ad alta velocità chiamata Bolt, parte di un'apposita struttura con braccio meccanico da quasi una tonnellata, in grado di catturare circa 1000 frame al secondo, permettendo così anche di sfruttare un effetto slow-motion; queste immagini vennero poi mischiate in fase di montaggio con riprese del protagonista negli stessi ambienti effettuate in un momento diverso.

## Promozione
Il primo trailer venne distribuito a sorpresa in occasione del San Diego Comic-Con International a fine luglio 2016.
Il 20 luglio 2017 al Comic-Con di San Diego alla serie fu dedicato un apposito panel con la presenza di Noah Hawley e del cast principale; ai visitatori fu anche data la possibilità di sfruttare la tecnologia di realtà aumentata offerta da Microsoft Hololens per immergersi nei panni del protagonista David Haller.
Il 6 marzo 2018 debuttò il trailer della seconda stagione.

## Distribuzione
Legion ha fatto il suo debutto il 26 gennaio 2017, quando la prima stagione è stata interamente proiettata in anteprima al Pacific Design Center di West Hollywood, generando reazioni entusiastiche tanto nel pubblico quanto tra i critici. FX la trasmette negli Stati Uniti dall'8 febbraio 2017. Dallo stesso mese va in onda anche in altri circa 125 paesi sui canali del gruppo Fox International Channels; in Italia ha debuttato il 13 febbraio 2017 su Fox.
Il 15 marzo 2017 è stata rinnovata per una seconda stagione che è stata trasmessa a partire dal 3 aprile 2018 negli Stati Uniti. Il 1º giugno 2018 la serie viene rinnovata per una terza e, come annunciato il 4 febbraio 2019, ultima stagione, trasmessa dal 24 giugno 2019 negli Stati Uniti.